# Sterling Holloway
Sterling Price Holloway (Cedartown, 4 gennaio 1905 – Los Angeles, 22 novembre 1992) è stato un attore e doppiatore statunitense.
Nella sua lunga carriera cinematografica iniziata nel 1926 nel cortometraggio The Battling Kangaroo, Holloway ha lavorato sia per il cinema che per la televisione, interpretando - come attore o come doppiatore - ben 174 film. 
Iniziò come cantante a teatro nei primi anni venti con le riviste di Richard Rodgers e Lorenz Hart, le Garrick Gaieties. 

## La carriera cinematografica
Nel 1926, si recò ad Hollywood per iniziare la carriera cinematografica che durò per quasi cinquant'anni.
I capelli rossi accompagnati alla sua voce particolare, lo destinarono a interpretare ruoli comici. Apparve, in parti secondarie, accanto a Fred MacMurray, Barbara Stanwyck, Lon Chaney Jr, Clark Gable, Joan Crawford e David Carradine.
Il suo lavoro nel cinema di animazione inizia nel 1941, quando, in Dumbo - L'elefante volante, presta la voce al personaggio della Cicogna. Walt Disney aveva pensato a lui per Pisolo, uno dei nani di Biancaneve e i sette nani, ma poi si era deciso per Pinto Colvig (già stato scelto per Brontolo). Nel 1933 interpretò la Rana in Alice nel Paese delle meraviglie di Norman Z. McLeod mentre nel 1951, nel lungometraggio animato di Disney presterà la voce al Gatto del Cheshire (nella versione italiana, lo Stregatto).
Morì a Los Angeles il 22 novembre 1992 a causa di un arresto cardiaco.

## Filmografia

### Attore

#### Cinema
- Casey and the Bat, regia di Monte Brice (1927)
- The Girl from Everywhere, regia di Edward F. Cline (1927)
- The Girl from Nowhere, regia di Harry Edwards (1928)
- La follia della metropoli (American Madness), regia di Frank Capra (1932)
- Venere bionda (Blonde Venus), regia di Josef von Sternberg (1932)
- Faithless, regia di Harry Beaumont (1932)
- Labbra proibite (Rockabye), regia di George Cukor (1932)
- Lawyer Man, regia di William Dieterle (1932)
- L'affare si complica (Hard to Handle), regia di Mervyn LeRoy (1933)
- Blondie Johnson, regia di Ray Enright (1933)
- Fast Workers, regia di Tod Browning (1933)
- Hell Below, regia di Jack Conway (1933)
- Elmer, the Great, regia di Mervyn LeRoy (1933)
- International House, regia di Edward Sutherland (1933)
- Dinamite doppia (Picture Snatcher), regia di Lloyd Bacon (1933)
- La principessa innamorata (Adorable), regia di William Dieterle (1933)
- One Track Minds, regia di Gus Meins (1933)
- La danza delle luci (Gold Diggers of 1933), regia di Mervyn LeRoy (1933)
- Professional Sweetheart, regia di William A. Seiter (1933)
- When Ladies Meet, regia di Harry Beaumont (1933)
- Selvaggi ragazzi di strada (Wild Boys of the Road), regia di William A. Wellman (1933)
- Not the Marrying Kind, regia di W.P. Hackney(1933)
- La danza di Venere (Dancing Lady), regia di Robert Z. Leonard (1933)
- Advice to the Lovelorn, regia di Alfred L. Werker (1933)
- Meeting Mazie, regia di James W. Horne (1933)
- Alice nel Paese delle Meraviglie (Alice in Wonderland), regia di Norman Z. McLeod (1933)
- Verso Hollywood (Going Hollywood), regia di Raoul Walsh (1933)
- Tomorrow's Children, regia di Crane Wilbur (1934)
- Il gatto e il violino (The Cat and the Fiddle), regia di William K. Howard (1934)
- Born April First, regia di James W. Horne (1934)
- Strictly Dynamite, regia di Elliott Nugent (1934)
- L'agente n. 13 (Operator 13), regia di Richard Boleslawski (1934)
- Pleasing Grandpa, regia di James W. Horne (1934)
- Il mistero del vagone letto (Murder in the Private Car), regia di Harry Beaumont (1934)
- The Back Page, regia di Anton Lorenze (1934)
- Picnic Perils, regia di James W. Horne (1934)
- Down to Their Last Yacht, regia di Paul Sloane (1934)
- Gift of Gab, regia di Karl Freund (1934)
- La vedova allegra (The Merry Widow), regia di Ernst Lubitsch (1934)
- Sterling's Rival Romeo, regia di James W. Horne (1934)
- Girl o' My Dreams, regia di Ray McCarey (1934)
- A Wicked Woman, regia di Charles Brabin (1934)
- Father Knows Bes, regia di James W. Horne (1935)
- The Lottery Lover, regia di Wilhelm Thiele (1935)
- Tomorrow's Youth, regia di Charles Lamont (1935)
- La vita comincia a quarant'anni (Life Begins at Forty), regia di George Marshall (1935)
- My Girl Sally, regia di Alfred J. Goulding (1935)
- Bring 'Em Back a Lie, regia di Alfred J. Goulding (1935)
- Doubting Thomas, regia di David Butler (1935)
- Io vivo la mia vita (I Live My Life), regia di W. S. Van Dyke (1935)
- Mille dollari al minuto (1,000 Dollars a Minute), regia di Aubrey Scotto (1935)
- Codice segreto (Rendezvous), regia di William K. Howard (1935)
- Palm Springs, regia di Aubrey Scotto (1936)
- Career Woman, regia di Lewis Seiler (1936)
- Join the Marines, regia di Ralph Staub (1937)
- La vergine di Salem (Maid of Salem), regia di Frank Lloyd (1937)
- When Love Is Young, regia di Hal Mohr (1937)
- Adorazione (The Woman I Love), regia di Anatole Litvak (1937)
- Invito alla danza (Varsity Show), regia di William Keighley (1937)
- Behind the Mike, regia di Sidney Salkow (1937)
- Cuori umani (Of Human Heart), regia di Clarence Brown (1938)
- Dr. Rhythm, regia di Frank Tuttle (1938)
- Fuoco al mulino (Held for Ransom), regia di Clarence Bricker (1938)
- Il prode faraone (Professor Beware), regia di Elliott Nugent (1938)
- Spring Madness, regia di S. Sylvan Simon (1938)
- St. Louis Blues, regia di Raoul Walsh (1939)
- Nick Carter (Nick Carter, Master Detective), regia di Jacques Tourneur (1939)
- Alla ricerca della felicità (The Blue Bird), regia di Walter Lang (1940)
- Ricorda quella notte (Remember the Night), regia di Mitchell Leisen (1940)
- Hit Parade of 1941, regia di John H. Auer (1940)
- Street of Memories, regia di Shepard Traube (1940)
- I due avventurieri (Little Men), regia di Norman Z. McLeod (1940)
- Tutta una vita (Cheers for Miss Bishop), regia di Tay Garnett (1941)
- Arriva John Doe (Meet John Doe), regia di Frank Capra (1941)
- L'incompiuta (New Wine), regia di Reinhold Schünzel (1941)
- Top Sergeant Mulligan, regia di Jean Yarbrough (1941)
- Signorine, non guardate i marinai (Star Spangled Rhythm), regia di George Marshall e A. Edward Sutherland (1942)
- Tra le nevi sarò tua (Iceland), regia di H. Bruce Humberstone (1942)
- Salerno ora x (A Walk in the Sun), regia di Lewis Milestone (1945)
- La valle della morte (Death Valley), regia di Lew Landers (1946)
- L'indiavolata pistolera (The Beautiful Blonde from Bashful Bend), regia di Preston Sturges (1949)
- Le avventure di Huck Finn (The Adventures of Huckleberry Finn), regia di Michael Curtiz (1960)
- Questo pazzo, pazzo, pazzo, pazzo mondo (It's a Mad, Mad, Mad, Mad World), regia di Stanley Kramer (1963)
- Inferno in Florida (Thunder at Lightning), regia di Corey Allen (1977)

#### Televisione
- Corky, il ragazzo del circo (Circus Boy) – serie TV, episodi 1x15-2x01-2x08 (1957)
- Climax! – serie TV, episodio 3x20 (1957)
- Peter Gunn – serie TV, episodio 2x32 (1960)
- Pete and Gladys – serie TV, episodio 1x35 (1961)
- Ai confini della realtà (The Twilight Zone) – serie TV, episodio 5x24 (1964)
- La legge di Burke (Burke's Law) – serie TV, episodio 1x28 (1964)
- Tre nipoti e un maggiordomo (Family Affair) – serie TV, episodio 1x19 (1967)
- Daktari – serie TV, episodio 3x09 (1967)

### Doppiatore
- Narratore in Il pellicano e la beccaccia (corto)
- Narratore in La piccola casa (corto)
- Narratore in Susie la piccola coupé blu (corto)
- Narratore in Abele l'agnelleone (corto)
- Winnie the Pooh ne Le avventure di Winnie the Pooh
- Groviera ne Gli Aristogatti
- Kaa ne Il libro della giungla
- Lo Stregatto in Alice nel Paese delle Meraviglie
- La cicogna in Dumbo - L'elefante volante e Abele l'agnelleone
- Fiore adulto in Bambi

## Doppiatori italiani
Nelle versioni in italiano dei suoi film Sterling Holloway è stato doppiato da:
- Stefano Sibaldi in Salerno, ora X

Da doppiatore è sostituito da:
- Oreste Lionello in La piccola casa, Winny-Puh l'orsetto goloso, Troppo vento per Winny Puh, Gli Aristogatti, Tigro e Winny-Puh a tu per tu
- Stefano Sibaldi in Musica, maestro!, Alice nel Paese delle Meraviglie, Il mio amico Beniamino
- Dario Penne in Il pellicano e la beccaccia, Susie la piccola coupé blu (doppiaggi tardivi)
- Mauro Zambuto in Dumbo - L'elefante volante
- Roberto Gicca in Golia, piccolo elefante
- Sergio Tedesco in Il libro della giungla
- Franco Latini in Abele l'agnelleone (1º ridoppiaggio)
- Luca Dal Fabbro in Abele l'agnelleone (narratore 2º ridoppiaggio)
- Edoardo Nevola in Abele l'agnelleone (cicogna 2º ridoppiaggio)
- Michele Kalamera in La piccola casa (ridoppiaggio)
- Giorgio Borghetti in Susie la piccola coupé blu (ridoppiaggio)
- Marco Bresciani in Le avventure di Winnie the Pooh (doppiaggio tardivo)